# 阿菲永卡拉希萨尔
阿菲永卡拉希萨尔（土耳其語：Afyonkarahisar）位于土耳其西部，安納托利亞高原西緣，是阿菲永卡拉希萨尔省的首府。人口128516人（2000年）。

## 名稱
鄂圖曼語中此城名稱寫作。

## 友好城市
- 德国哈姆